# Lo Hermida
Lo Hermida es un emblemático barrio ubicado en la actual comuna de Peñalolén, en el cuadrante formado por la Av. Grecia por el norte, Av. Tobalaba por el Oriente, Av. Quilín por el Sur (el fin territorial de Lo Hermida por el Sur es considerado donde inician los terrenos de la Viña Cousiño Macul), y Av. Américo Vespucio por el poniente, en el Sector Oriente de la Región Metropolitana de Santiago de Chile. 

## Ubicación
Los límites de la hacienda de lo Hermida eran los siguientes: al oriente la cordillera de los Andes, al poniente la acequia de Apochomé (cercana a la actual avenida Américo Vespucio), al sur la hacienda de Macul de Diego Jaraquemada y Solorzano y al norte la hacienda de Peñalolén de la familia Ovalle. En las mensuras de Ginés de Lillo aparece incorporada a las tierras de Macul.

## Historia

### Origen

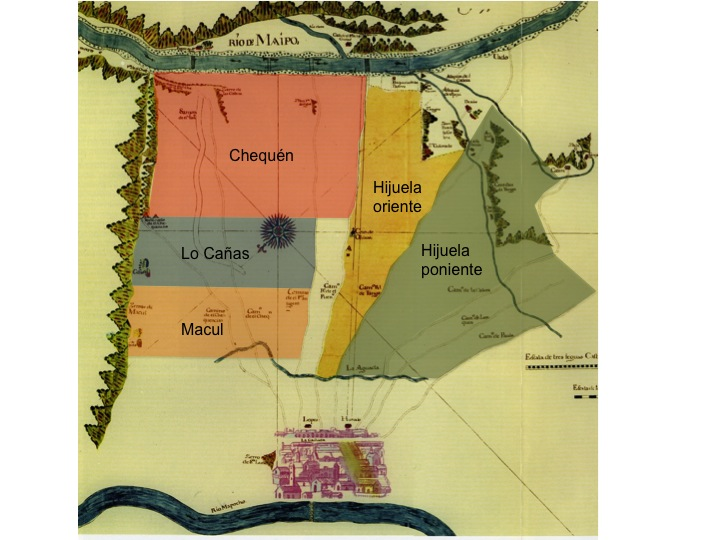
Esquema del Llano del Maipo y tierras de Macul, lo Cañas y Chequén. La hacienda de lo Hermida se originó de la zona norte de las tierras de Macul adyacentes a Peñalolén (Hacienda de Macul en color naranja). Orientación geográfica: a mano izquierda los plano el oriente y a mano derecha el poniente.

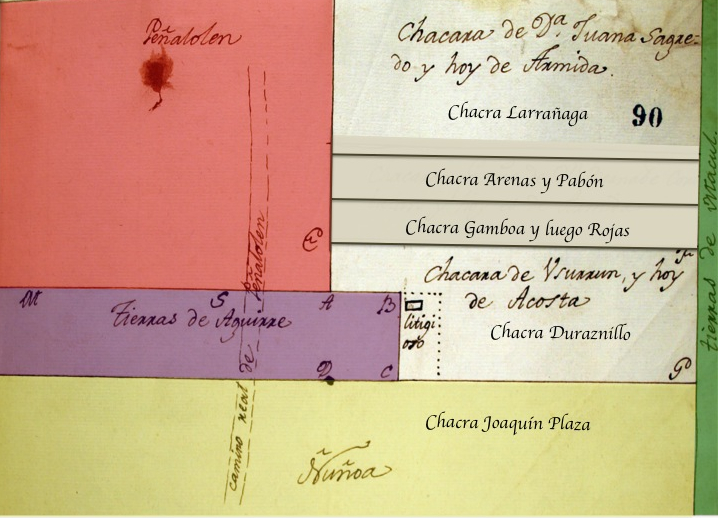
Esquema de las tierras de Hermida. Se muestra la hacienda de Peñalolén (en rojo), la hacienda de Macul (en verde), las tierras de Aguirre (en morado) y las tierras de Ñuñoa (en amarillo). Orientación geográfica: a mano izquierda del plano el norte y a mano derecha el sur.

Las tierras denominadas Macul fueron adquiridas por don Juan Jufré y Montesa junto con las tierras adyacentes por el sur denominadas del Arrayán o Hacienda del Chequén. La parte principal de dichas tierras fue heredada por su hijo Luis Jufré de Loayza y Meneses de Aguirre (ver sección Historia de las tierras de Macul). La franja norte de las tierras de Macul (aquellas tierras de Macul adyacentes al deslinde sur de la hacienda de Peñalolén) fue adquirida por Constanza de Meneses Aguirre (madre de Luis Jufré) y luego traspasadas a su hijo Rodrigo Jufré. La hija de Rodrigo Jufré, María de Aguirre (casada con don Jorge Delgadillo Barba) fue la siguiente propietaria. Jorge Delgadillo enajenó dichas tierras (llamadas en ese entonces Macul) a Alonso Navarro Vásquez en 1610, quien luego las traspasó en 1647 a don Domingo García de Corbalán y Castilla casado en segundas nupcias con Margarita Navarro Segura (hija de Alonso Navarro y Andrea Segura).
La hacienda se subdividió luego en tres secciones principales de oriente a poniente: la parte oriente (adyacente a la cordillera) fue adquirida por Pedro Elzo y Chavero casado con Juana Sagredo a fines del siglo XVII y luego a través de su hija Marcela de Elzo y Sagredo adquirida por don Francisco de Larrañaga Avaria. Tras varios traspasos dicha sección finalmente recayó en Diego de Hermida a fines del siglo XVIII. La sección intermedia perteneció primero a los hijos de don Domingo García Corbalán, doña Ana de Corbalán y Castilla y don Lucas de Corbalán y Castilla. La parte de esta sección intermedia heredada por Ana de Corbalán (subsección oriente) fue adquirida por Francisco de Arenas y su esposa Catalina Pabón, de quienes la remató también el señor Hermida. La subsección poniente de la parte intermedia fue heredada por don Bernabé Corbalán, hijo de Lucas Corbalán, vendiendo luego su chacra a don Basilio de Gamboa y éste a don Agustín de Rojas, cuya hija Agustina de Rojas la vendió al señor Hermida a fines del siglo XVIII. Finalmente la sección poniente (chacra llamada posteriormente del Duraznillo) fue adquirida por el mencionado Pedro Elzo a fines del siglo XVII y luego traspasada a su yerno Joaquín Díaz de Ulzurrum, casado con su hija Petronila de Elzo y Sagredo. Esta última sección fue comprada más tardíamente por don Antonio de Hermida Cañas, hijo de Diego de Hermida, de su último propietario don Lucas Acosta, quien la había comprado a Domingo de Ulzurrum (hijo de Joaquín).

### Hacienda de Bellavista y chacras de Rojas y Ulzurrum
De esta manera, toda la franja de tierras situadas entre la hacienda de Macul (por el sur) y la hacienda de Peñalolén (por el norte) terminaron finalmente en manos de don Antonio Hermida Cañas. La sección oriente que fue de Larrañaga tomó el nuevo nombre de hacienda de San Miguel de Bellavista, la sección intermedia que fue de Francisco de Arenas y Basilio de Gamboa (luego de Agustín de Rojas) tomó la denominación de chacra de Rojas y la sección poniente se denominó chacra de Ulzurrum o el Duraznillo. Después de la muerte de Antonio de Hermida se inició un litigio entre los nuevos propietarios de "lo Hermida" y la familia Egaña, propietaria de la hacienda de Peñalolén. El resultado fue que las chacras del Duraznillo y de Rojas fueron definitivamente anexadas a la hacienda de Peñalolén y la hacienda de Bellavista cambió su nombre por el apellido de su último propietario, esto es, "Lo Hermida".      

### Las tomas, el barro y las carpas
Los problemas económicos que presentaba Chile al finalizar la década de los años 60, la falta de oportunidades y trabajo en distintos lugares del país provocaron una migración masiva desde los campos, de las minas, de norte y sur de Chile hacia la capital, lo que provocó una necesidad habitacional de los nuevos capitalinos. A esto sumar que en Santiago no todas las familias contaban con un terreno o casa propia, y donde la falta de dinero y el  trabajo para pagar los arriendos mensuales dieron paso a buscar nuevos oportunidades a las familias de la capital, lo que llevó a muchos a mirar hacia el sector oriente, a los pies de la Cordillera de los Andes, como una tierra prometida de prosperidad y de un nuevo comienzo con más dignidad y un mejor futuro.   
Es así como durante el mes de mayo de 1970 comienzan las primeras tomas de lo que actualmente hoy es Lo Hermida y que antiguamente correspondía a los terrenos de la hacienda de Lo Hermida, lugar perteneciente desde la época de la colonia a las familias más acaudaladas del país. Los primeros vecinos que llegaron a Lo Hermida fundaron lo que hasta el día de hoy es conocido como Lo Hermida Sector 1, fomentado por la política habitacional “Operación Sitio” impulsada por el presidente de la época Don Eduardo Frei Montalva. Los primeros vecinos llegaron a sus nuevos terrenos en precarias condiciones, con carpas de nylon o lona, sin luz, ni agua potable, pero con la esperanza de un nuevo y mejor comienzo.   
Posterior a las primeras tomas, comenzó una llegada desproporcionada de nuevos habitantes con necesidades y demandas habitacionales, y en busca de nuevas oportunidades, lo que provocó nuevas tomas en el sector siendo la más significativa la toma del 8 de agosto de 1970 por pobladores provenientes de distintos lugares del país, y dando paso a nuevos campamentos en el sector,  como lo es Lo Hermida Sector 2, Asalto al Cuartel Moncada, el Duraznal, René Schneider, La Concepción, Yungay entre otros.

## Patrimonio
Parte de las figuras que destacan en el patrimonio local son el Colectivo de Arpilleristas de Lo Hermida, grupo que tuvo sus inicios en la dictadura militar mediante la creación de arpilleras mediante telas y bordados que retrataban la realidad política de ese entonces, además de servir como un ejercicio de terapia personal. En 2012 obtuvieron el reconocimiento como Tesoros Humanos Vivos por parte del Ministerio de las Culturas, las Artes y el Patrimonio.